# Lichtajny (przystanek kolejowy)
Lichtajny – zlikwidowany przystanek osobowy w Lichtajnach, w gminie Olsztynek, w powiecie olsztyńskim w województwie warmińsko-mazurskim, w Polsce. Położona na linii kolejowej z Ostródy do Olsztynka. Linia ta została ukończona w 1894 roku Linia ta została rozebrana w 1945 roku.